# Pinto (Chile)
Pinto ist eine Stadt und Gemeinde in der Provinz Diguillín in der Región de Ñuble in Chile. Bei der Volkszählung im Jahr 2017 hatte sie 10.827 Einwohner. Die Gemeinde erstreckt sich über eine Fläche von 1164 km².

## Geschichte
Die Ortschaft Pinto wurde offiziell am 6. Oktober 1860 auf Anordnung des Generals und damaligen Intendanten von Ñuble, José Manuel Pinto Arias, gegründet. Er ließ den Lageplan für ein kleines ländliches Dorf anfertigen. Sein Nachname wurde später zum offiziellen Namen der neu entstandenen Siedlung.

## Bevölkerung
Laut der Volkszählung des Nationalen Statistikinstituts von 2002 hatte Pinto 9875 Einwohner (5035 Männer und 4840 Frauen). Davon lebten 4278 (43,3 %) in städtischen Gebieten und 5597 (56,7 %) auf dem Land. Die Bevölkerung wuchs zwischen den Volkszählungen 1992 und 2002 um 10,6 % (943 Personen). Im Jahr 2017 zählte man 10.827 Personen.

## Orte
In der Gemeinde Pinto befinden sich folgende Orte:
- Pinto (Hauptort)
- Recinto-Los Lleuques
- El Rosal
- El Chacay
- Las Vertientes
- Las Trancas
- Las Vegas Ríos
- La Invernada
- Termas de Chillán
- El Empedrado
- El Valle
- El Macal
- Los Pincheira
- El Marchant
- Las Comadres
- Entrepiernas
- El Tranque
- El Aserradero